# Quetu
Jesús San José de la Torre (Valladolid, España, 18 de agosto de 1935) es un exfutbolista español que se desempeñaba como centrocampista.

## Clubes
| Club                  | País   | Año       |
| --------------------- | ------ | --------- |
| Real Valladolid C. F. | España | 1957-1958 |
| Hércules C. F.        | España | 1960-1966 |